# Victoria Wicky
Victoria Wicky (* 20. Oktober 1982) ist eine ehemalige französische Snowboarderin. Sie startete im Snowboardcross.

## Werdegang
Wicky startete zu Beginn der Saison 2000/01 in Tignes erstmals im Snowboard-Weltcup und errang dabei den neunten Platz. Im weiteren Saisonverlauf kam sie zweimal unter den ersten Zehn und erreichte damit den 18. Platz im Snowboardcross-Weltcup. Bei den Snowboard-Weltmeisterschaften 2001 in Madonna di Campiglio wurde sie Zehnte. In der Saison 2001/02 erreichte sie mit dem fünften Platz in Valle Nevado sowie in Bad Gastein ihre beste Platzierung im Weltcup und zum Saisonende mit dem neunten Platz im Snowboardcross-Weltcup ihr bestes Gesamtergebnis. Bei den Juniorenweltmeisterschaften 2002 in Rovaniemi wurde sie Vierte. In der folgenden Saison gewann sie bei den Snowboard-Weltmeisterschaften 2003 am Kreischberg die Bronzemedaille und errang bei der Winter-Universiade 2003 in Piancavallo den zehnten Platz. Ihren 37. und damit letzten Weltcup absolvierte sie im Januar 2006 in Bad Gastein, welchen sie auf dem 23. Platz beendete.

## Weltcup-Gesamtplatzierungen
| Saison  | Gesamt | Gesamt | Snowboardcross | Snowboardcross |
| Saison  | Punkte | Platz  | Punkte         | Platz          |
| ------- | ------ | ------ | -------------- | -------------- |
| 2000/01 | 160    | 58.    | 1280           | 18.            |
| 2001/02 | -      | -      | 1790           | 9.             |
| 2002/03 | -      | -      | 850            | 21.            |
| 2003/04 | -      | -      | 1222           | 19.            |
| 2004/05 | -      | -      | 800            | 24.            |
| 2005/06 | 660    | 85.    | 610            | 30.            |